# 克田河
克田河，位于中国云南省楚雄彝族自治州双柏县境内，是绿汁江右岸支流，主源丫口河发源于双柏县城妥甸镇丫口村委会的箐头，向南流经爱尼山乡大箐村委会大河边、海资底村委会洛堵（此段也称洛堵河）、滑石板，于大麦地镇蚕豆田村委会大岔河左纳东支南布河（发源于妥甸镇九石村委会里长田，河长23.5千米，流域面积162.1平方千米），继续南流经过蚕豆田村委会克田村后汇入绿汁江。全长44.4千米，落差1493米，流域面积363.2平方千米。年均径流量4745万立方米。